# Премія Агати
Премія Агати (англ. Agatha Award) — міжнародна літературна премія імені Агати Крісті, яку присуджують щорічно в жанрах детективної і кримінальної літератури за твори, написані в класичному стилі, притаманному творам Агати Кристі, тобто без відвертих сексуальних сцен, надмірної кривавості чи безпричинного насильства, і не класифікуються як «крутий детектив» (англ. hard-boiled). Премія заснована компанією Malice Domestic Ltd в 1988 році, в 1992 році компанія була перереєстрована на корпорацію, якою керує рада директорів. Премія Агати вручається щорічно у Вашингтоні, округ Колумбія.

## Основні номінації
- Найкращий роман (англ. Best Novel), з 2013 року номінація носить назву «Найкращий сучасний роман» (англ. Best Contemporary Novel)
- Найкращий дебютний роман в детективному жанрі (англ. Best First Mystery)
- Найкращий історичний роман (англ. Best Historical Novel)
- Найкраще оповідання (англ. Best Short Story)
- Найкращий нехудожній твір (англ. Best Non-Fiction)
- Найкращий детективний роман для дітей і юнацтва (англ. Best Children's/Young Adult Mystery)
- Спеціальні нагороди (англ. Special Awards)

- Malice Domestic нагорода за досягнення протягом творчого життя (англ. Malice Domestic Award for Lifetime Achievement)
- Malice Domestic нагорода Пуаро (англ. Malice Domestic Poirot Award)

## Лауреати премії в номінації «Найкращий роман» / «Найкращий сучасний роман»
- 1988 — Каролін Гарт (Carolyn Hart) — «Something Wicked» (Щось зле)
- 1989 — Елізабет Пітерс (Barbara Mertz) — «Naked Once More» (Ще раз оголена)
- 1990 — Ненсі Пікард (Nancy Pickard) — «Bum Steer» (Нікчема керує)
- 1991 — Ненсі Пікард (Nancy Pickard) — «I.O.U.»
- 1992 — Маргарет Марон (Margaret Maron) — «Bootlegger's Daughter» (Дочка бутлегера)
- 1993 — Каролін Гарт (Carolyn Hart) — «Dead Man's Island» (Острів мертвої людини)
- 1994 — Шерін Маккрамб (Sharyn McCrumb) — «She Walks These Hills» (Вона гуляє цими пагорбами)
- 1995 — Шерін Маккрамб (Sharyn McCrumb) — «If I'd Killed Him When I Met Him» (Я б його вбив, коли б зустрів його)
- 1996 — Маргарет Марон (Margaret Maron) — «Up Jumps The Devil» (Диявол стрибає вгору)
- 1997 — Кейт Росс (Kate Ross) — «The Devil In Music» (Диявол у музиці)
- 1998 — Лаура Ліппман (Laura Lippman) — «Butchers Hill[en]» (Будинок м'ясника)
- 1999 — Ірлін Фовлер (Earlene Fowler) — «Mariner's Compass» (Компас моряка)
- 2000 — Маргарет Марон (Margaret Maron) — «Storm Track» (Штормова доріжка)
- 2001 — Ріс Бовен (Rhys Bowen) — «Murphy's Law» (Закон Мерфі)
- 2002 — Донна Ендрюс (Donna Andrews) — «Better Off Wed» (Краще в середу)
- 2003 — Каролін Гарт (Carolyn Hart) — «Letter From Home» (Лист додому)
- 2004 — Жаклін Вінспір (Jacqueline Winspear) — «Birds of a Feather» (Пташині пера)
- 2005 — Кетрін Голл Пейдж (Katherine Hall Page) — «The Body in the Snowdrift» (Тіло в заметі)
- 2006 — Ненсі Пікард (Nancy Pickard) — «The Virgin of Small Plains» (Невинна з малих рівнин)
- 2007 — Луїза Пенні (Louise Penny) — «A Fatal Grace[en]» (Фатальна благодать)
- 2008 — Луїза Пенні (Louise Penny) — «The Cruelest Month[en]» (Найжорстокіший місяць)
- 2009 — Луїза Пенні (Louise Penny) — «A Brutal Telling» (Жорстоке відображення)
- 2010 — Луїза Пенні (Louise Penny) — «Bury Your Dead» (Поховайте свої мертвих)
- 2011 — Маргарет Марон (Margaret Maron) — «Three-Day Town» (Триденне місто)
- 2012 — Луїза Пенні (Louise Penny) — «The Beautiful Mystery» (Прекрасна таємниця)

З цього року назва номінації «Найкращий сучасний роман» 
- 2013 — Генк Філіппі Райан (Hank Phillippi Ryan) — «The Wrong Girl» (Неправильна дівчина),
- 2014 — Генк Філіппі Райан (Hank Phillippi Ryan) — «Truth Be Told» (Чесно кажучи)
- 2015 — Маргарет Марон (Margaret Maron) — Long Upon the Land (Довго на землю)
- 2016 — Луїза Пенні (Louise Penny), A Great Reckoning (Великий розрахунок)
- 2017 — Луїза Пенні (Louise Penny), Glass Houses (Скляні будинки)
- 2018 — Ellen Byron[en] (Еллен Байрон), Mardi Gras Murder (Вбивство Марді Гра)
- 2019 — Енн Клівз (Ann Cleeves), The Long Call (Довгий дзвінок)
- 2020 — Луїза Пенні (Louise Penny), All the Devils Are Here (Усі чорти є тут)
- 2021 — Ellen Byron[en] (Еллен Байрон), Cajun Kiss of Death (Каджунський поцілунок смерті)
- 2022 — Луїза Пенні (Louise Penny), A World of Curiosities[en] (Світ курйозів)
- 2023 — Tara Laskowski[fr] (Тара Ласковскі), The Weekend Retreat (Відпочинок вихідного дня)
- 2024 — Gigi Pandian (Джіджі Пандіан), A Midnight Puzzle (Опівнічна головоломка)

## Лауреати премії в номінації «Найкращий дебютний роман у детективному жанрі»
- 1988 — Елізабет Джордж (Elizabeth George) — «A Great Deliverance[en]» (Велике звільнення)
- 1989 — Джілл Черчілль (Jill Churchill[en]) — «Grime and Punishment» (Бруд і покарання)
- 1990 — Кетрін Голл Пейдж — «The Body in the Belfry» (Тіло у дзвіниці)
- 1991 — Мері Вілліс Волкер, (Mary Willis Walker) — «Zero at the Bone» (Нуль на кістці)
- 1992 — Барбара Нілі, (Barbara Neely[en]) — «Blanche on the Lam[en]» (Бланш на ламі)
- 1993 — Невада Барр (Nevada Barr[en]) — «Track of the Cat» (Доріжка кота)
- 1994 — Джефф Еббот (Jeff Abbott[en]) — «Do Unto Others» (Зроби іншим)
- 1995 — Жанна М. Дамс (Jeanne M. Dams) — «The Body in the Transept» (Тіло у трансепті)
- 1996 — Анна Джордж (Anne George[en]) — «Murder on a Girl's Night Out» (Вбивство під час нічного виходу дівчат)
- 1997 — Суджата Массі (Sujata Massey) — «The Salaryman's Wife» (Дружина Саларімана)
- 1998 — Робін Гатавей (Robin Hathaway) — «The Doctor Digs a Grave» (Лікар копає могилу)
- 1999 — Донна Ендрюс (Donna Andrews) — «Murder with Peacocks[en]» (Вбивство з павичами)
- 2000 — Розмарі Стівенс (Rosemary Stevens) — «Death on a Silver Tray» (Смерть на срібному підносі)
- 2001 — Сара Строхмайер (Sarah Strohmeyer[en]) — «Bubbles Unbound» (Баблз без обмежень)
- 2002 — Джулія Спенсер-Флемінг (Julia Spencer-Fleming[en]) — «In the Bleak Midwinter)[en]» (У похмурому середзим'ї)
- 2003 — Жаклін Вінспір (Jacqueline Winspear) — «(Maisie Dobbs[en])» (Мейзі Доббс)
- 2004 — Гарлі Джейн Козак (Harley Jane Kozak) — «Dating Dead Men[en]» (Побачення з мерцями)
- 2005 — Лаура Дарем (Laura Durham) — «Better Off Wed» (Краще ніж взяти шлюб)
- 2006 — Сандра Паршелл (Sandra Parshall) — «The Heat of the Moon» (Спека Місяця)
- 2007 — Генк Філіппі Райан (Hank Phillippi Ryan) — «Prime Time» (Прайм-тайм)
- 2008 — Г. М. Маллієт (G. M. Malliet[en]) — «Death of a Cozy Writer» (Смерть затишного письменника)
- 2009 — Алан Бредлі (Alan Bradley) — «The Sweetness at the Bottom of the Pie[en]» (Солодкість на донці пирога)
- 2010 — Евері Амес (Avery Aames) — «The Long Quiche Goodbye» (Тривале прощання з пирогом із заварним кремом)
- 2011 — Сара Дж. Генрі (Sara J. Henry) — «Learning to Swim» (Навчаючись плаванню)
- 2012 — Сюзан. М. Боєр (Susan M. Boyer[en]) — «Lowcountry Boil» (Бідна країна вирує)
- 2013 — Леслі Будевіц (Leslie Budewitz) — «Death Al Dente» (Смерть як треба)
- 2014 — Террі Ферлі Моран (Terrie Farley Moran) — «Well Read, Then Dead» (Краще читати, ніж померти)
- 2015 — Арт Тейлор (Art Taylor[en]) — «On the Road with Del and Louise» (На дорозі з Делом і Луїзою)
- 2016 — Сінтія Кюн (Cynthia Kuhn) — «The Semester of Our Discontent» (Семестр нашого невдоволення)
- 2017 — Келлі Гаррет (Kellye Garrett) — «Hollywood Homicide» (Голлівудське вбивство)
- 2018 — Даян Фрімен (Dianne Freeman) — A Ladies Guide to Etiquette and Murder (Жіночий путівник по етикету та вбивствам) та Шарі Рендалл (Shari Randall) — Curses, Boiled Again (Прокляття, знову закипіло)
- 2019 — Тара Ласковскі (Tara Laskowski) — «One Night Gone» (Одна ніч пройшла)
- 2020 — Еріка Рут Нойбауер (Erica Ruth Neubauer) — «Murder at the Mena House» (Вбивство в будинку Мени)
- 2021 — Міа П. Манансала (Mia P. Manansala[fr]) —  «Arsenic and Adobo» (Миш'як та адобо)
- 2022 — Коріна Мосс (Korina Moss), Cheddar Off Dead (Чеддер мертвий)
- 2023 —   Daphnie Silver (Дафні Сілвер), Crime and Parchment (Злочин і пергамент)
- 2024 — K.T. Nguyen (К. Т. Нгуен), You Know What You Did (Ти знаєш, що ти зробив)

## Лауреати премії в номінації «Найкращий історичний роман»
- 2011 — Ріс Бовен (Rhys Bowen) — «Naughty in Nice» (Неслухняний у Ніцці)
- 2012 — Катріона Макферсон (Catriona McPherson) — «Dandy Gilver[en] and an Unsuitable Day for Murder» (Денді Гілвер і непридатний день для вбивства)
- 2013 — Чарльз Тодд (Charles Todd[en]) — «A Question of Honor» (Питання честі)
- 2014 — Ріс Бовен (Rhys Bowen) — «Queen of Hearts» (Королева сердець)
- 2015 — Лорі Кінг (Laurie R. King[en]) — «Dreaming Spies» (Шпигуни, які мріють)
- 2016 — Катріона Макферсон (Catriona McPherson) — «The Reek of Red Herrings» (Запах червоних оселедців)
- 2017 — Ріс Бовен (Rhys Bowen) — «In Farleigh Field» (На полі Фарлі)
- 2018 — Суджата Массі (Sujata Massey) — «The Widows of Malabar Hill» (Вдови з пагорба Малабар)
- 2019 — Едіт Максвелл (Edith Maxwell[en]) — «Charity's Burden» (Благодійний тягар)
- 2020 — Ріс Бовен (Rhys Bowen) — «The Last Mrs. Summers» (Остання місіс Саммерс)
- 2021 — Lori Rader-Day[en] (Лорі Редер-Дей) — Death at Greenway (Смерть в Грінвеї)
- 2022 — Amanda Flower[en](Аманда Флавер) — Because I Could Not Stop for Death (Тому що я не міг зупинитися заради смерті — Історія Емілі Дікінсон)
- 2023 — Суджата Массі (Sujata Massey) — The Mistress of Bhatia House (Господиня дому Бхатія)
- 2024 — Amanda Flower[en] (Аманда Флавер) — To Slip The Bonds Of Earth (Звільнитися від земних пут)

## Лауреати премії в номінації «Найкраще оповідання»
- 1988 — Роберт Барнард (Robert Barnard[en]) — «More Final Than Divorce» (Більше ніж остаточне розлучення)
- 1989 — Шерін Маккрамб (Sharyn McCrumb) — «A Wee Doch And Doris» (Ві Дох і Доріс)
- 1990 — Джоан Гесс (Joan Hess[en]) — «Too Much To Bare» (Занадто багато для оголення)
- 1991 — Маргарет Марон (Margaret Maron) — «Deborah's Judgment» (Суд Дебори)
- 1992 — Аарон і Шарлотта Елкінс (Aaron Elkins[en] і Charlotte Elkins[en]) — «Nice Gorilla» (Прекрасна горила)
- 1993 — М. Д. Лейк (M.D. Lake) — «Kim's Game» (Гра Кім)
- 1994 — Дороті Кеннел (Dorothy Cannell[en]) — «The Family Jewels» (Сімейні коштовності)
- 1995 — Елізабет Денієлс Сквайр (Elizabeth Daniels Squire) «The Dog Who Remembered Too Much» (Собака, яка запам'ятала занадто багато)
- 1996 — Каролін Віт (Carolyn Wheat) — «Accidents Will Happen» (Будуть нещасні випадки)
- 1997 — М. Д. Лейк (M.D. Lake) — «Tea for Two» (Чай для двох)
- 1998 — Барбара Д'Амато (Barbara D'Amato[en]) — «Of Course You Know That Chocolate Is A Vegetable» (Звичайно ви знаєте, що шоколад є овочевим))
- 1999 — Ненсі Пікард (Nancy Pickard) — «Out of Africa»" (За межами Африки)
- 2000 — Ян Барк (Jan Burke[en]) — «The Man in the Civil Suit» (Людина в цивільному костюмі)
- 2001 — Кетрін Голл Пейдж — «The Would-Be-Widower» (Був би вдівцем)
- 2002 — Маргарет Марон (Margaret Maron) — «The Dog That Didn't Bark» (Собака, який не гавкав) і Марсія Таллі (Marcia Talley) — «Much Ado About Murder» (Багато галасу про вбивство)
- 2003 — Елізабет Фоксвелл (Elizabeth Foxwell) — «No Man's Land» (Нічия земля)
- 2004 — Елейн Вієтс (Elaine Viets[en]) — «Wedding Knife» (Весільний ніж)
- 2005 — Марсія Таллі (Marcia Talley[en]) — «Driven to Distraction» (Доведені до відволікання)
- 2006 — Тоні Кельнер (Toni Kelner[en]) — «Sleeping with the Plush» (Спати з плюшевим)
- 2007 — Донна Ендрюс (Donna Andrews) — «A Rat's Tale» (Оповідь пацюка)
- 2008 — Дана Камерон (Dana Cameron[en]) — «The Night Things Changed» (Нічні речі змінилися)
- 2009 — Генк Філіппі Райан (Hank Phillippi Ryan) — «On the House» (У будинку)
- 2010 — Мері Джейн Маффіні (Mary Jane Maffini[en]) — «So Much in Common» (Так багато спільного)
- 2011 — Дана Камерон (Dana Cameron[en]) — «Disarming» (Роззброєння)
- 2012 — Дана Камерон (Dana Cameron[en]) — «Mischief in Mesopotamia» (Пустощі в Месопотамії)
- 2013 — Арт Тейлор (Art Taylor[en]) — «The Care and Feeding of House Plants» (Догляд та годівля кімнатних рослин)
- 2014 — Арт Тейлор (Art Taylor[en]) — «The Odds Are Against Us» (Шанси проти нас)
- 2015 — Барб Гоффман (Barb Goffman) — «A Year Without Santa Claus?» (Рік без Санти?)
- 2016 — Арт Тейлор (Art Taylor[en]) — «Parallel Play» (Паралельна гра)
- 2017 — Джиджи Пандіан (Gigi Pandian) — «The Library Ghost of Tanglewood Inn» (Бібліотечний привід у Tanglewood Inn)
- 2018 — Леслі Будевіц (Leslie Budewitz) — «All God's Sparrows» (Усі Божі горобці) та Тара Ласковські (Tara Laskowski) — «The Case of the Vanishing Professor» (Діло зниклого професора)
- 2019 — Шон Рейллі Сіммонс (Shawn Reilly Simmons) — «The Last Word» (Останнє слово)
- 2020 — Берб Гоффман (Barb Goffman[en]) — «Dear Emily Etiquette» (Шановна Емілі Етикет)
- 2021 — Шон Рейлі Сіммонс (Shawn Reilly Simmons) — «Bay of Reckoning» (Бухта розплати)
- 2022 — Барб Гоффман (Barb Goffman[en]) —  «Beauty and the Beyotch» (Красуня та відьма)
- 2023 — Дрю Енн Лав і Крістофер Згорскі (Dru Ann Love and Kristopher Zgorski) — «Ticket to Ride» (Квиток на поїздку)
- 2024 —  Барб Гоффман (Barb Goffman[en]), Агата і Деррінджер Гет Козі (Agatha and Derringer Get Cozy) — «The Postman Always Flirts Twice» (Поштар завжди фліртує двічі)

## Лауреати премії в номінації «Найкраща нехудожня література»
- 1993 — Барбара Д'Амато (Barbara D'Amato[en]) — «The Doctor, the Murder, the Mystery» (Лікар, вбивство, таємниця)
- 1994 — Джін Свенсон і Дін Джеймс (Jean Swanson and Dean James) — «By a Woman's Hand» (У жіночій руці)
- 1995 — Олзіна Стоун Дейл (Alzina Stone Dale) — «Mystery Readers Walking Guide-Chicago» (Путівник по Чикаго таємничих читачів)
- 1996 — Віллетта Л. Гейзінг (Willetta L. Heising) — «Detecting Women 2» (Виявлення жінок, 2-а частина)
- 1997 — Віллетта Л. Гейзінг (Willetta L. Heising) — «Detecting Men» (Виявлення чоловіків)
- 1998 — Олзіна Стоун Дейл (Alzina Stone Dale) — «Mystery Readers Walking Guide Washington D.C.» (Путівник по Вашингтону таємничих читачів)
- 1999 — Деніел Сташовер (Daniel Stashower[en]) — «Teller of Tales: the Life of Arthur Conan Doyle» (Розповідач казок: життя Артура Конан Дойла)
- 2000 — Джим Гуанг (редактор) (Jim Huang) — «100 Favorite Mysteries of the Century» (Сто найкращих містерій століття)
- 2001 — Тоні Гіллерман (Tony Hillerman) — «Seldom Disappointed: A Memoir[en]» (Коли-не-коли розчаровуюсь: мемуари)
- 2002 — Джим Гуанг (редактор) (Jim Huang) — «They Died in Vain: Overlooked, Underappreciated, and Forgotten Mystery Novels» (Вони померли даремно: недоглянуті, недооцінені та забуті романи-загадки)
- 2003 — Елізабет Пітерс, Крістен Вітбред (редактор), Денніс Форбс (дизайн) (Elizabeth Peters, Kristen Whitbread, Dennis Forbes) — «Amelia Peabody's Egypt: A Compendium[en]» (Єгипет Амелії Пібоді: Збірник)
- 2004 — Джек Френч (Jack French) — «Private Eye-Lashes: Radio's Lady Detectives» (Приватні очі з віями: Радіо леді-детективи)
- 2005 — Мелані Регак (Melanie Rehak) — «Girl Sleuth: Nancy Drew and the Women Who Created Her» (Дівчина-детектив Ненсі Дрю та жінки, що її створили)
- 2006 — Кріс Роерден (Chris Roerden) — «Don't Murder Your Mystery» (Не вбивайте свою таємницю)
- 2007 — Джон Лелленберг, Данієл Сташовер, Чарльз Фолі (Jon Lellenberg, Daniel Stashower[en], Charles Foley) — «Arthur Conan Doyle: A Life in Letters» (Артур Конан Дойл: життя в листах)
- 2008 — Кеті Лінн Емерсон (Kathy Lynn Emerson[en]) — «How to Write Killer Historical Mysteries» (Як писати вбивчі історичні таємниці)
- 2009 — Елена Сантанджело (Elena Santangelo) — «Dame Agatha's Shorts» (Оповідання Агати Кристі)
- 2010 — Джон Куррен (John Curran) — «Agatha Christie's Secret Notebooks: 50 Years of Mysteries in the Making» (Секретні зошити Агати Крісті: 50 років створених загадок)
- 2011 — Леслі Будевіц (Leslie Budewitz) — «Books, Crooks and Counselors: How to Write Accurately About Criminal Law and Courtroom Procedure» (Книги, шахраї та радники: як правильно писати про кримінальне право та судову процедуру)
- 2012 — Джон Конноллі (John Connolly) — «Books to Die For: The World's Greatest Mystery Writers on the World's Greatest Mystery Novels» (Книги, за які варто померти: Найбільш загадкові письменники у світі найбільш таємничих романів)
- 2013 — Данієл Сташовер (Daniel Stashower[en]) — «The Hour of Peril: The Secret Plot to Murder Lincoln Before the Civil War[en]» (Година небезпеки: таємна змова вбивства Лінкольна перед Громадянською війною)
- 2014 — Генк Філліппі Райан (редактор) (Hank Phillippi Ryan) — «Writes of Passage: Adventures on the Writer's Journey» (Написання в продовження: Пригоди в письменницькій подорожі)
- 2015 — Мартін Едвардс (Martin Edwards) — «The Golden Age of Murder: The Mystery of the Writers Who Invented the Modern Detective Story» (Золотий вік вбивства: таємниця письменників, які створили сучасну детективну історію)
- 2016 — Джейн Кліленд (Jane K. Cleland[en]) — «Mastering Suspense, Structure, and Plot: How to Write Gripping Stories that Keep Readers on the Edge of Their Seats» (Оволодіння напругою, структурою та сюжетом: як писати захоплюючі історії, що утримують читачів на краю їхніх сидінь)
- 2017 — Маттіас Бостром (Mattias Bostrom) — «From Holmes to Sherlock: The Story of the Men and Women Who Created an Icon[en]» (Від Холмса до Шерлока: Історія чоловіків і жінок, які створили ікону)
- 2018 — Джейн Кліленд (Jane K. Cleland[en]) — «Mastering Plot Twists» (Освоєння поворотів сюжету)
- 2019 — Мо Моултон (Mo Moulton[en]) — «The Mutual Admiration Society: How Dorothy L. Sayers and her Oxford Circle Remade the World for Women» (Товариство взаємного захоплення: як Дороті Л. Сайєрс та її Оксфордське коло переробили світ для жінок)
- 2020 — Христина Лейн (Christina Lane) — «Phantom Lady: Hollywood Producer Joan Harrison, the Forgotten Woman Behind Hitchcock» (Легенда -фантом: голлівудський продюсер Джоан Гаррісон, Забута жінка за Гічкоком)
- 2021 — Лі Чайлд (Lee Child) і Лорі Р. Кінг (Laurie R. King[en] editors) — «How to Write a Mystery: A Handbook from Mystery Writers of America» (Як писати про детективну таємницю: Підручник Товариства детективних письменників Америки)
- 2022 — Diane Vallere (Даян Валері) (editor) — «Promophobia: Taking the Mystery Out of Promoting Crime Fiction» (Промофобія: позбавлення від таємничості при просуванні кримінальної літератури)
- 2023 — Енджилі Баббар (Anjili Babbar) — «Finders: Justice, Faith and Identity in Irish Crime Fiction» (Шукачі: Справедливість, віра та ідентичність в ірландській кримінальній літературі)
- 2024 — Філліс М. Бетц (Phyllis M. Betz) (редактор) — «Writing The Cozy  Mystery: Authors' Perspectives On Their Craft» (Написання «Затишної таємниці»: погляди авторів на їхню майстерність)

## Лауреати премії в номінацідії «Найкращий детективний роман для дітей і юнацтва»
- 2001 — Пенні Ворнер (Penny Warner[en]) — «A Troop 13 Mystery» (Таємниця загону 13)
- 2002 — Денієл Дж. Гейл і Меттью Лаброт (Daniel J. Hale & Matthew LaBrot) — «Red Card: A Zeke Armstrong Mystery» (Червона картка: Таємниця Зіка Армстронга)
- 2003 — Кетлін Карр (Kathleen Karr[en]) — «The 7th Knot» (7-й вузол)
- 2004 — Блю Балліетт (Blue Balliett[en]) — «Chasing Vermeer[en]» (Погоня за Вермеєром)
- 2005 — Пітер Абрагамс (Peter Abrahams[en]) — «Down the Rabbit Hole[en]» (Вниз у кролячу нору)
- 2006 — Ненсі Мінс Райт (Nancy Means Wright) — «Pea Soup Poisonings» (Отруєння гороховим супом)
- 2008 — Кріс Грабенштейн (Chris Grabenstein[en]) — «The Crossroads[en]» (Перехрестя)
- 2009 — Кріс Грабенштейн (Chris Grabenstein[en]) — «The Hanging Hill» (Висячий пагорб)
- 2010 — Сара Сміт (Sarah Smith[en]) — «The Other Side of Dark» (Інший бік темряви)
- 2011 — Кріс Грабенштейн (Chris Grabenstein[en]) — «The Black Heart Crypt» (Скелет чорного серця)
- 2012 — Пенні Ворнер (Penny Warner[en]) — «The Code Busters Club, Case #2: The Haunted Lighthouse» (Кодекс клубу руйнівників: Справа № 2: Маяк з привидами)
- 2013 — Кріс Грабенштейн (Chris Grabenstein[en]) — «Escape from Mr. Lemoncello's Library» (Втеча з бібліотеки пана Лемончелло)
- 2014 — Пенні Ворнер (Penny Warner[en]) — «The Code Buster's Club, Case #4: The Mummy's Curse» (Кодекс клубу руйнівників: Справа № 4: Прокляття мумії)
- 2015 — Аманда Фловер (Amanda Flower[en]) — «Andi Unstoppable» (Енді Незупинений)
- 2016 — Пенні Ворнер (Penny Warner[en]) — «The Secret of the Puzzle Box: The Code Busters Club» (Кодекс клубу руйнівників: Секрет головоломки)
- 2017 — Сінді Каллаген (Cindy Callaghan[en]) — «Sydney Mackenzie Knocks 'Em Dead» (Сідней Маккензі стукає до мертвих)
- 2018 — Сінді Каллаген (Cindy Callaghan[en]), «Potion Problems (Just Add Magic)» (Проблеми із зіллям (просто додайте магію)[3]
- 2019 — Френсіс Шунмейкер (Frances Schoonmaker) — «The Last Crystal» (Останній кристал)
- 2020 — Річі Нарваез (Richie Narvaez[en]) — «Holly Hernandez and the Death of Disco» (Голлі Ернандес і смерть диско)
- 2021 — Алан Орлофф (Alan Orloff[en]) — «I Play One on TV» (Я граю одну роль на телебаченні)
- 2022 — Ненсі Спрінгер (Nancy Springer) — «Enola Holmes and the Elegant Escapade» (Енола Холмс та елегантна пригода)
- 2023 — К. Б. Джексон (K.B. Jackson) — «The Sasquatch of Hawthorne Elementary» (Сасквоч з початкової школи Готорн)
- 2024 — К. Б. Джексон (K.B Jackson) — «The Sasquatch of Harriman Lake» (Сасквоч з озера Гаррімана)

## Спеціальні нагороди

### Malice Domestic нагорода за досягнення протягом творчого життя
- 1990 — Філліс Вітні (Phyllis A. Whitney)
- 1994 — Майнон Ебергард (Mignon G. Eberhart[en])
- 1996 — Мері Стюарт (Mary Stewart)
- 1997 — Емма Латен (Emma Lathen[en])
- 1998 — Шарлотта Маклеод (Charlotte MacLeod[en])
- 1999 — Патриція Моєс (Patricia Moyes[en])
- 2000 — Дік Френсіс (Dick Francis)
- 2001 — Мілдред Бенсон (Mildred Benson[en])
- 2002 — Тоні Гіллерман (Tony Hillerman)
- 2003 — Елізабет Пітерс (Barbara Mertz aka Elizabeth Peters)
- 2004 — Маріон Бабсон (Marian Babson[en])
- 2005 — Генрі Кітінг (H. R. F. Keating)
- 2006 — Роберт Бернард (Robert Barnard[en])
- 2007 — Каролін Гарт (Carolyn Hart)
- 2008 — Пітер Ловсі (Peter Lovesey)
- 2009 — Енн Перрі (Anne Perry[en])
- 2010 — Мері Хіггінс Кларк (Mary Higgins Clark)
- 2011 — Сью Графтон (Sue Grafton)
- 2012 — Саймон Бретт (Simon Brett[en])
- 2013 — Аарон Елкінс (Aaron Elkins[en])
- 2014 — Дороті Кеннел (Dorothy Cannell[en]), Джоан Гесс (Joan Hess[en]) і Маргарет Марон (Margaret Maron)
- 2015 — Сара Парецкі (Sara Paretsky)
- 2016 — Кетрін Голл Пейдж (Katherine Hall Page)
- 2017 — Пернел Голл (Parnell Hall)
- 2021 — Еллен Гарт (Ellen Hart[en]) і Волтер Мослі (Walter Mosley)

### Malice Domestic нагородаПуаро
- 2003 — Девід Суше (David Suchet);
- 2004 — Рут Кевін (Ruth Cavin[en]);
- 2005 — Анджела Ленсбері (Angela Lansbury);
- 2006 — Дуглас Дж. Грін (Douglas G. Greene[en]);
- 2008 — Джанет Гатчінгс, Лінда Ландріган (Janet Hutchings, Linda Landrigan);
- 2009 — Кейт Стайн і Браян Скупін (Kate Stine and Brian Skupin);
- 2010 — Вільям Лінк (William Link[en]);
- 2011 — Джанет Рудольф (Janet Rudolph);
- 2012 — Лі Голдберг (Lee Goldberg[en]);
- 2014 — Том Шанц (Tom Schantz);
- 2016 — Барбара Д. Петерс, Роберт Розенвальд (Barbara G. Peters[en], Robert Rosenwald);
- 2017 — Мартін Едвардс (Martin Edwards[en]);
- 2018 — Бренда Блетін (Brenda Blethyn[en]).

### Malice Domestic нагорода Амелії
- 2012 — Барбара Мерц (Barbara Mertz) як Елізабет Пітерс (Elizabeth Peters);
- 2013 — Каролін Гарт (Carolyn Hart);
- 2014 — не присуджено;
- 2015 — Douglas Greene (Дуглас Грін).